# Pol Verschuere
Pol Verschuere, né le 18 janvier 1955 à Courtrai, est un coureur cycliste belge. Professionnel de 1976 à 1989 après avoir été champion de Belgique amateur, il a notamment remporté trois étapes du Tour de France en quatre participations. 

## Palmarès

### Palmarès amateur
- 1975
  -  Champion de Belgique amateurs
  - 4e étape du Circuit franco-belge
  - Paris-Roubaix amateurs
  - 2e et 5e étapes du Tour de Liège
  - Tour de Malaga :
    - Classement général
    - 1re, 7e, 8e et 9e étapes

  - 2e du Tour du Hainaut occidental
  - 2e du Tour de Liège
  - 2e de Courtrai-Gammerages
  - 3e du Circuit franco-belge

### Palmarès professionnel
- 1976
  - 2e du Grand Prix de la Banque
  - 3e de Bruxelles-Ingooigem
  - 3e du Grand Prix du canton d'Argovie
- 1977
  - 2e du Grand Prix Marcel Kint
- 1978
  - Trèfle à Quatre Feuilles
- 1979
  - Grand Prix de la ville de Zottegem
- 1980
  - 22e étape du Tour de France
  - 3e du Circuit du Brabant occidental
  - 3e de la Marcel Kint Classic
- 1981
  - Grand Prix de Fayt-le-Franc
  - 6ea étape du Tour d'Allemagne
- 1982
  - 7e étape du Tour de France
  - 3e du Grand Prix de Fayt-le-Franc
- 1984
  - 10e de Gand-Wevelgem
- 1985
  - 5e étape du Tour de la Communauté valencienne
  - 3e du Championnat des Flandres
- 1986
  - 1re étape du Tour de France
- 1988
  - 4ea étape du Tour de Grande-Bretagne

## Résultats sur les grands tours

### Tour de France
4 participations
- 1979 : 72e
- 1980 : 65e, vainqueur de la 22e étape
- 1982 : 81e, vainqueur de la 7e étape
- 1986 : abandon (14e étape), vainqueur de la 1re étape

### Tour d'Italie
3 participations
- 1977 : 110e
- 1986 : abandon (22e étape)
- 1987 : abandon (17e étape)

### Tour d'Espagne
3 participations
- 1977 : 30e
- 1985 : abandon (10e étape)
- 1987 : abandon (7e étape)